# Perissobasis
Perissobasis is een geslacht van wantsen uit de familie van de Miridae (Blindwantsen). Het geslacht werd voor het eerst wetenschappelijk beschreven door Odo Reuter in 1892.

## Soorten
Het genus bevat de volgende soorten:

- Perissobasis aurora Reuter, 1892
- Perissobasis bahiensis Carvalho, 1982
- Perissobasis columbiensis Carvalho, 1982
- Perissobasis heroni Ferreira & Coelho, 2009
- Perissobasis hugoi Carvalho & Costa, 1989
- Perissobasis matogrossensis Carvalho, 1982
- Perissobasis panamensis Carvalho, 1990
- Perissobasis peruanus Carvalho, 1991
- Perissobasis pilosus (Carvalho & Gomes, 1972)
- Perissobasis singularis (Carvalho & Gomes, 1972)